# آنخل تروخیو
آنخل تروخیو (انگلیسی: Ángel Trujillo؛ زادهٔ ۸ سپتامبر ۱۹۸۷) بازیکن فوتبال اهل اسپانیا است.
از باشگاه‌هایی که در آن بازی کرده‌است می‌توان به باشگاه فوتبال لوانته و باشگاه فوتبال آلمریا اشاره کرد.